# 7319 Katterfeld
7319 Katterfeld è un asteroide della fascia principale. Scoperto nel 1976, presenta un'orbita caratterizzata da un semiasse maggiore pari a 2,2461390 UA e da un'eccentricità di 0,1080244, inclinata di 2,56033° rispetto all'eclittica.